# Dortmund
Dortmund  (pronunciado /ˈdɔʁtmʊnt/ (escucharⓘ); en bajo alemán: Düörpm; en latín: Tremonia, nombre hispánico tradicional) es una ciudad alemana localizada en el estado federado de Renania del Norte-Westfalia, está situada en la Región del Ruhr de la macrorregión metropolitana del Rin-Ruhr y es la octava más grande de Alemania y el tercero más grande del estado federado, aparte de eso es la ciudad más grande de la Región del Ruhr con una población de 614 495 habitantes (a finales de 2024). Es considerada el centro administrativo, comercial y cultural del Ruhr oriental. El río Ruhr fluye al sur de la ciudad, y el pequeño río Emscher atraviesa el término municipal. El canal Dortmund-Ems también acaba en el puerto de Dortmund, que es el mayor puerto de canal europeo, y tiene enlaces de Dortmund hasta el mar del Norte. Dortmund se conoce como la "metrópoli verde" de Westfalia.
Fundada alrededor del año 882, Dortmund se convirtió en una Ciudad Libre Imperial. A lo largo de los siglos XIII y XIV fue la "ciudad principal" del Rin, Westfalia y el Círculo Holandés de la Liga Hanseática. Después de la Guerra de los Treinta Años, la ciudad fue destruida y su importancia disminuyó hasta el inicio de la industrialización. La ciudad se convirtió entonces en uno de los centros de producción de carbón, acero y cerveza más importantes de Alemania. Dortmund fue una de las ciudades más bombardeadas de Alemania durante la Segunda Guerra Mundial. Los devastadores bombardeos del 12 de marzo de 1945 destruyeron el 98 % de los edificios del centro de la ciudad. Estos bombardeos, con más de 1110 aviones, mantienen el récord de un solo objetivo en la Segunda Guerra Mundial.
La región se ha adaptado desde el colapso de sus industrias siderúrgicas y carboníferas centenarias y ha pasado a la tecnología biomédica de alta tecnología, la tecnología de microsistemas y también los servicios. En 2009, Dortmund fue clasificada como ciudad Nodo en el Índice de Ciudades Innovadoras publicado por 2thinknow; es la ciudad más sostenible y digital de Alemania. Hoy en día, Dortmund es la sede de numerosas instituciones culturales y educativas, incluyendo la Universidad Técnica de Dortmund y la Universidad de Ciencias Aplicadas y Artes de Dortmund, la Escuela Internacional de Administración y otras instalaciones educativas, culturales y administrativas con más de 49 000 estudiantes.

## Historia
A comienzos del siglo XIX, como consecuencia de las guerras napoleónicas, el territorio que comprende este estado pasó a formar parte de la Confederación del Rin.
Durante el Primer Imperio francés la parte de la región al oeste del río Rin fue designada como Departamento del Roer. En 1807 Jerónimo Bonaparte es nombrado rey de Westfalia.
Tras la Segunda Guerra Mundial el estado de Renania del Norte-Westfalia fue establecido por iniciativa de la ocupación militar británica el 24 de agosto de 1946. Originalmente consistía en Westfalia y el norte de la provincia del Rin, que antes pertenecieron a Prusia. En 1947 el antiguo estado de Lippe se fusionó con el de Renania del Norte-Westfalia, lo que condujo a las fronteras actuales del Estado. A continuación, fue ratificado mediante un plebiscito la Constitución de Renania del Norte-Westfalia. A diferencia de otros estados alemanes Renania del Norte-Westfalia no tenía antecesores históricos. La atención se centró sobre todo en el deseo de los aliados para integrar un territorio común, en la rica región del Ruhr.
Encontrar una identidad común de Lippe, Westfalia y Renania fue un gran desafío en los primeros años del Land. Los mayores retos en la postguerra fueron la reconstrucción y el establecimiento de un Estado democrático. A continuación, debió rediseñar la estructura económica desarrollada como resultado del declive de la industria minera que fue tema central de la política nacional.
Las elecciones de Renania del Norte-Westfalia del 22 de mayo de 2005 concedieron a la CDU una victoria inesperada. Su principal candidato Jürgen Rüttgers construyó un nuevo gobierno de coalición formado por la CDU y el FDP que sustituyó al anterior gobierno encabezado por Peer Steinbrück. Rüttgers fue elegido nuevo primer ministro (en alemán Ministerpräsident) del estado federal el 22 de junio de 2005.
Entre 1905 y 1979 Dortmund ha incorporado a varios municipios; por ejemplo Körne, Deusen, Eving, Huckarde, Hörde, Aplerbeck y Holzen.

## Geografía

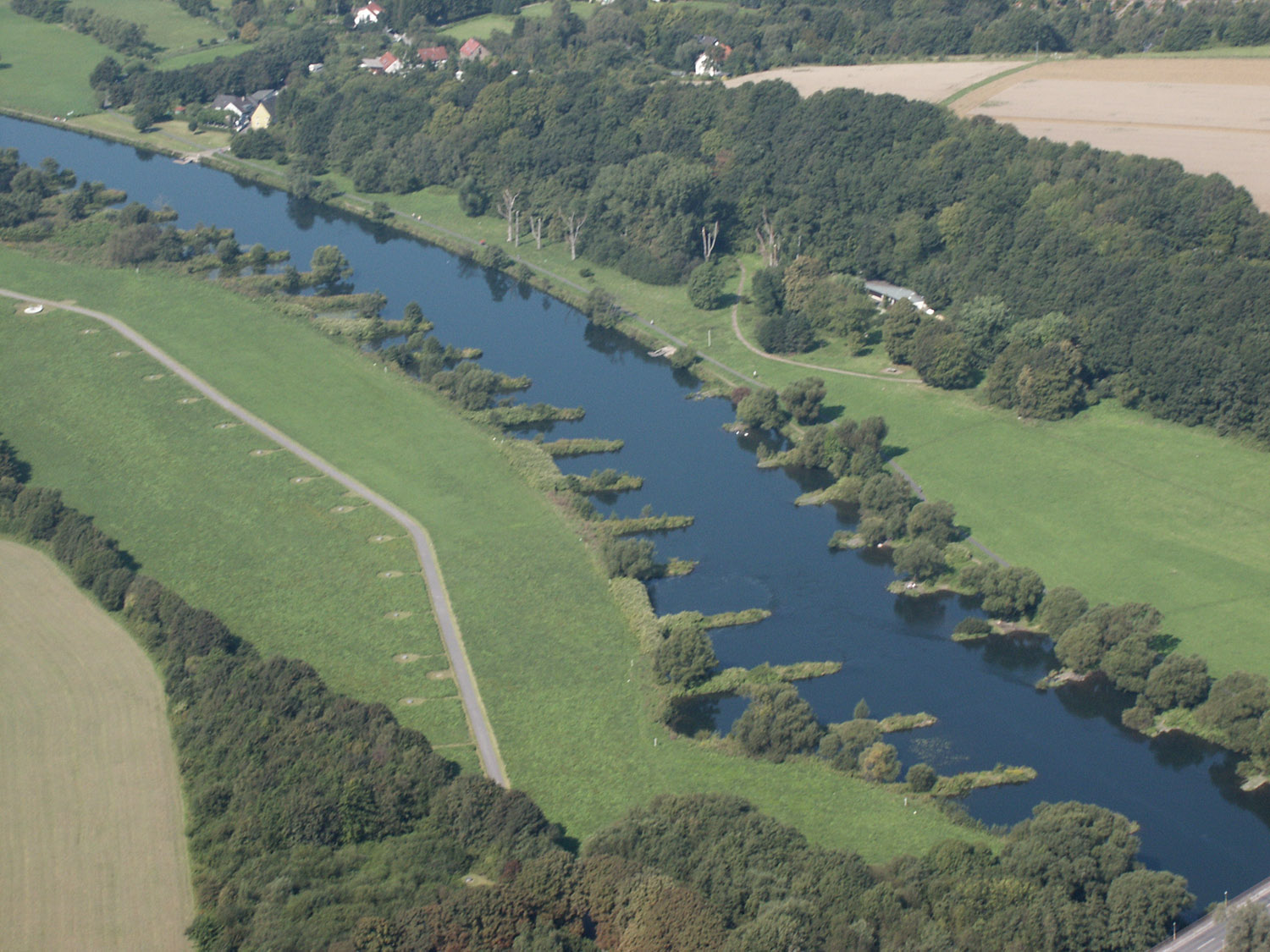
Río Ruhr.

Limita: al norte, este y sureste con el distrito de Unna (al norte con la ciudad de Lünen, al este con las ciudades de Kamen y Unna, al sureste con la municipalidad de Holzwickede y la ciudad de Schwerte), al sur con la ciudad libre de Hagen, al suroeste con el distrito de Ennepe-Ruhr, al oeste con la ciudad libre de Bochum, y al noroeste con el distrito de Recklinghausen (ciudades de Herten, Recklinghausen y Castrop-Rauxel).
Código Postal: 44001 hasta 44388. Código telefónico 0231.

## Clima
Dortmund está situado en la zona de clima templado. Los inviernos son ligeramente fríos, los veranos más bien frescos. La temperatura media anual se encuentra en 8 °C. El total de la cantidad media anual de precipitación es de 800 mm. Precipitación uniforme cae durante todo el año, la lluvia constante que prevalece en el invierno, chubascos aislados dominan la temporada de verano. Dortmund tiene características de zonas densamente pobladas, como es típico la aparición de islas de calor urbano.
| Parámetros climáticos promedio de Dortmund | Parámetros climáticos promedio de Dortmund | Parámetros climáticos promedio de Dortmund | Parámetros climáticos promedio de Dortmund | Parámetros climáticos promedio de Dortmund | Parámetros climáticos promedio de Dortmund | Parámetros climáticos promedio de Dortmund | Parámetros climáticos promedio de Dortmund | Parámetros climáticos promedio de Dortmund | Parámetros climáticos promedio de Dortmund | Parámetros climáticos promedio de Dortmund | Parámetros climáticos promedio de Dortmund | Parámetros climáticos promedio de Dortmund | Parámetros climáticos promedio de Dortmund |
| Mes                                        | Ene.                                       | Feb.                                       | Mar.                                       | Abr.                                       | May.                                       | Jun.                                       | Jul.                                       | Ago.                                       | Sep.                                       | Oct.                                       | Nov.                                       | Dic.                                       | Anual                                      |
| ------------------------------------------ | ------------------------------------------ | ------------------------------------------ | ------------------------------------------ | ------------------------------------------ | ------------------------------------------ | ------------------------------------------ | ------------------------------------------ | ------------------------------------------ | ------------------------------------------ | ------------------------------------------ | ------------------------------------------ | ------------------------------------------ | ------------------------------------------ |
| Temp. máx. media (°C)                      | 4                                          | 5                                          | 9                                          | 13                                         | 18                                         | 21                                         | 22                                         | 22                                         | 19                                         | 15                                         | 9                                          | 5                                          | 13.5                                       |
| Temp. mín. media (°C)                      | −1                                         | −1                                         | 2                                          | 4                                          | 8                                          | 11                                         | 13                                         | 13                                         | 10                                         | 7                                          | 3                                          | 1                                          | 5.8                                        |
| Lluvias (mm)                               | 65                                         | 56                                         | 53                                         | 57                                         | 68                                         | 78                                         | 93                                         | 93                                         | 67                                         | 60                                         | 71                                         | 77                                         | 838                                        |
| Días de lluvias (≥ 1 mm)                   | 19                                         | 17                                         | 14                                         | 16                                         | 14                                         | 14                                         | 17                                         | 16                                         | 15                                         | 17                                         | 19                                         | 19                                         | 197                                        |
| Fuente: Wetter Kontor                      |                                            |                                            |                                            |                                            |                                            |                                            |                                            |                                            |                                            |                                            |                                            |                                            |                                            |

## Demografía

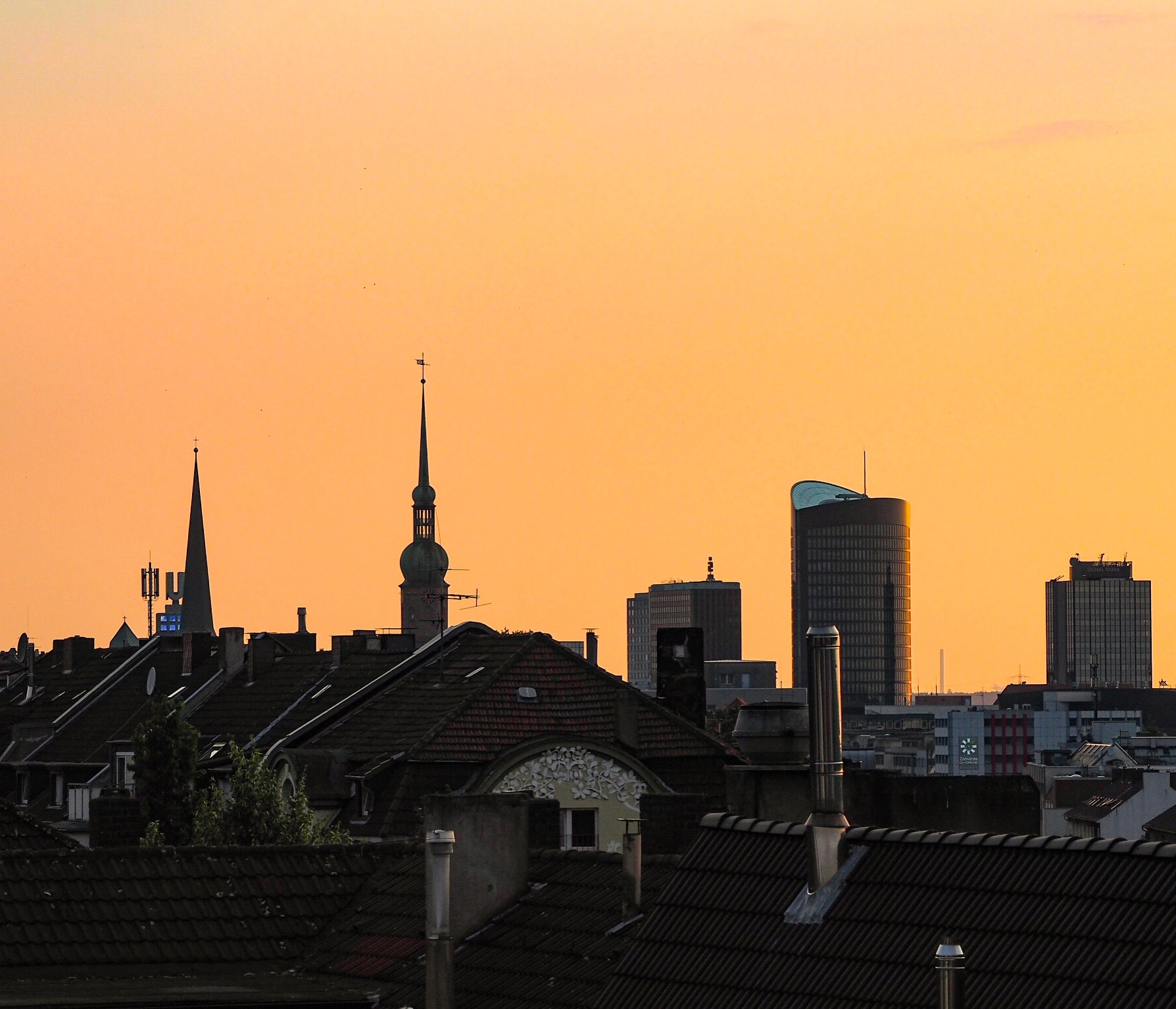
Dortmund es una de las ciudades menos estresantes del mundo

En Dortmund la población creció rápidamente en tiempos de la industrialización del siglo XIX, cuando comenzó el carbón, la minería y el procesamiento de acero. Por primera vez en 1904 más de 100 000 personas vivían en Dortmund. Las cifras de población habían aumentado constantemente hasta los 657 804 en 1965.
Posteriormente, las cifras de población han caído a aproximadamente 580 000 en 2011; las proyecciones prevén un descenso a 550 000 habitantes en 2030. A diferencia de las proyecciones de las cifras de población han sido ligeramente ascendente en los años anteriores, que es debido a los beneficios netos de migración. Especialmente personas más jóvenes (18 a 25 años de edad) llegan a establecerse en Dortmund principalmente por sus universidades u otras actividades relacionadas con la educación. A partir de 2012, Dortmund tenía una población de 579 012 habitantes de los cuales unos 177 000 (30 %) eran de origen no alemán.

## Economía

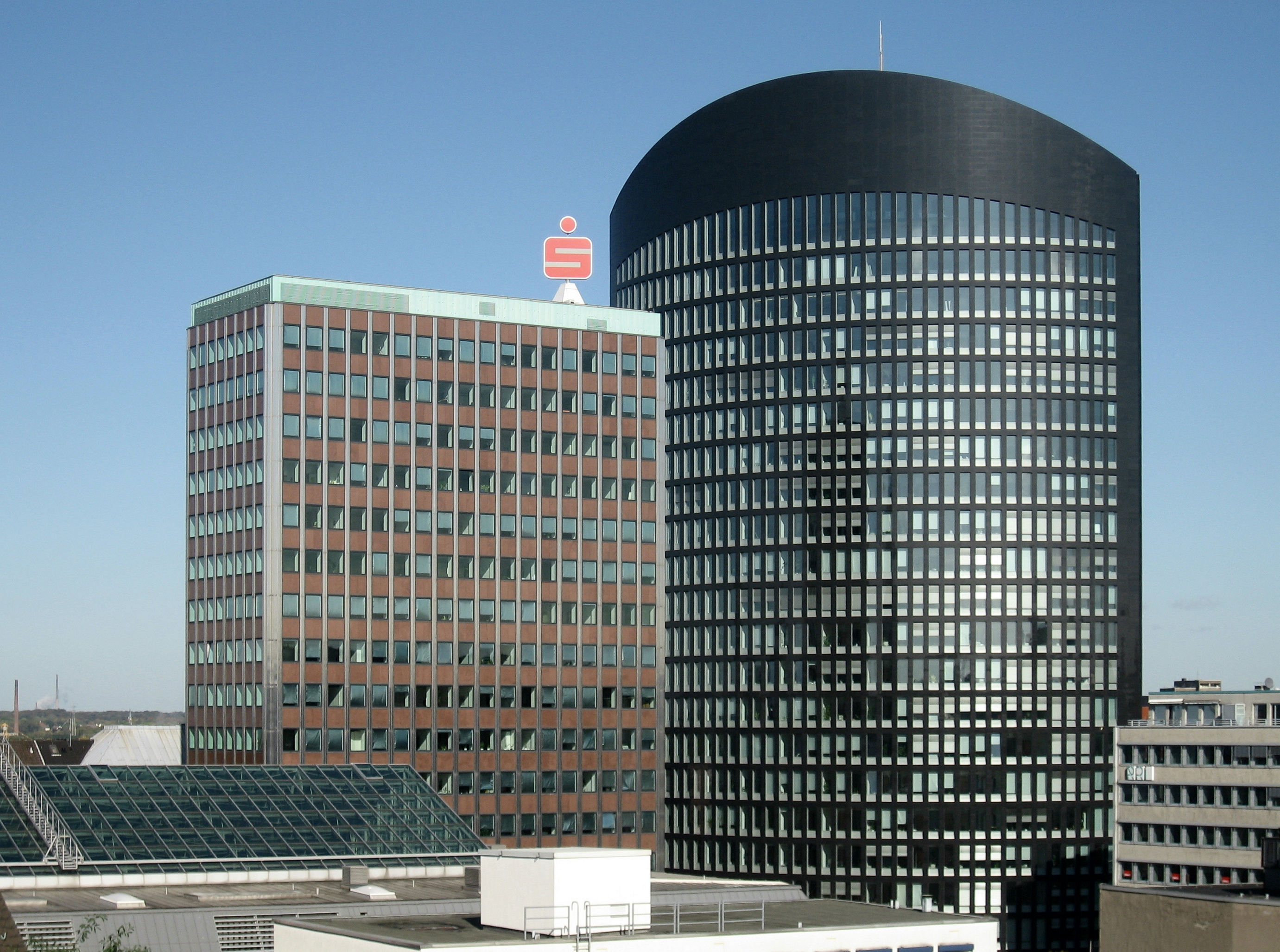
Distrito comercial central "Wallring"

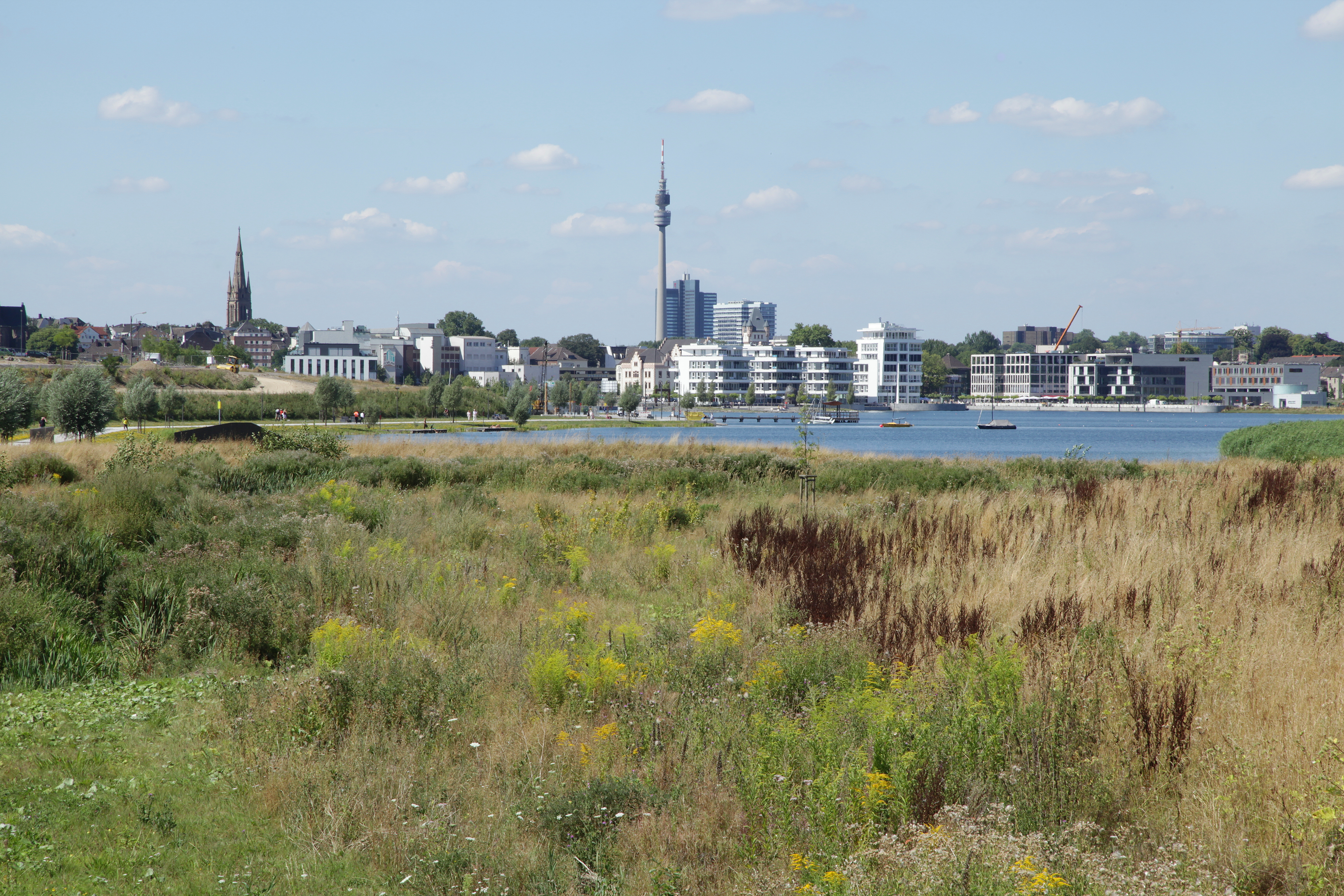
Futura ubicación de Lake Phoenix y Phoenix-Este

Dortmund se ha adaptado desde el colapso de sus industrias siderúrgicas, del carbón y de la cerveza, que han durado un siglo. La región se ha pasado a la alta tecnología, la robótica, la tecnología biomédica, la tecnología de microsistemas, la ingeniería, el turismo, las finanzas, la educación y los servicios, por lo que es una de las ciudades de nueva economía más dinámicas de Alemania. En 2009, Dortmund fue clasificada como ciudad Nodo en el Índice de Ciudades Innovadoras publicado por 2thinknow. En 2012, las cámaras de comercio de Zaragoza y Dortmund firmaron un acuerdo para impulsar la colaboración ente pymes aragonesas y alemanas

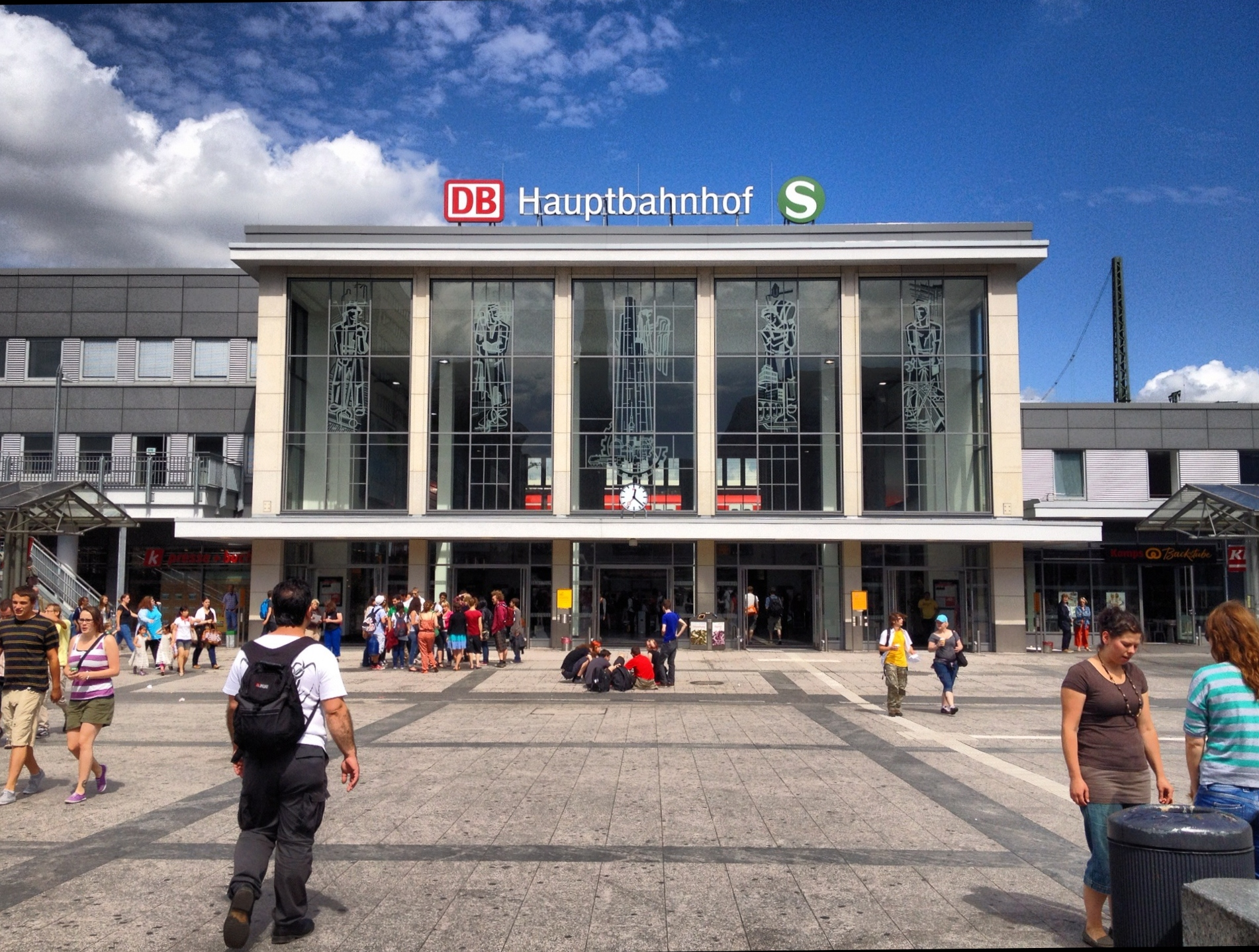
Estación central (Hbf) de Dortmund con el ICE en el fondo.

Dortmund alberga cierto número de pequeñas y medianas empresas de tecnología de la información, muchas de ellas vinculadas al programa local de la universidad TechnologieZentrumDortmund. La ciudad trabaja en estrecha colaboración con los institutos de investigación, las universidades privadas y las empresas para colaborar en las iniciativas de comercialización de la ciencia.
Dortmund es famosa por su cerveza (Export) y su club de fútbol Borussia Dortmund (BVB 09).

### Turismo

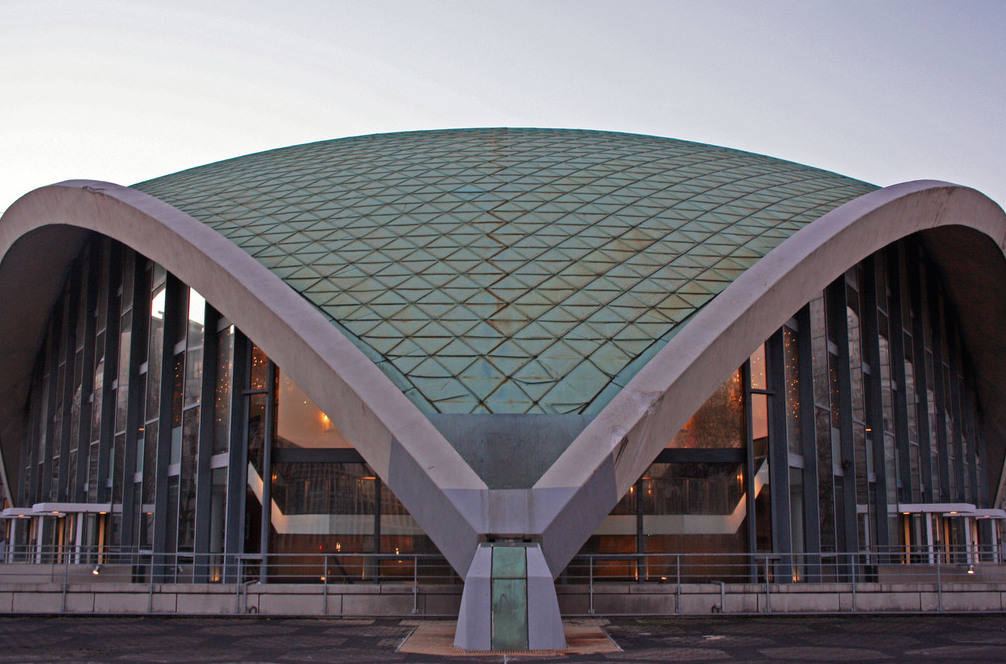
Opera Dortmund.

El turismo en Dortmund es un factor económico de rápido crecimiento cada año: se pueden anunciar nuevos récords de pernoctaciones, se abren nuevos hoteles y se añaden nuevos imanes para los visitantes. A partir de mediados de la década de 1990, Dortmund, que antes era un centro industrial, experimentó un rápido desarrollo que amplió sus posibilidades culturales y turísticas, y la transformó en una ciudad recientemente vibrante. Un paso estratégico importante fue el inicio de la construcción del nuevo Konzerthaus Dortmund, la reutilización de viejos edificios industriales vacíos como el Zollern II/IV Colliery, Kokerei Hansa, Dortmund U-Tower y la reorientación estratégica del mercado navideño de Dortmund, con más de 300 puestos en torno a una gigantesca creación de árboles de Navidad de 45 m de altura, considerados los más grandes del mundo. Un nuevo centro de información turística justo al lado de la Torre en U, ofrece a los visitantes una rápida visión general de las atracciones turísticas de la ciudad y de la zona del Ruhr. Hoy en día, Dortmund es, con más de 1 450 528 (2017) pernoctaciones, uno de los destinos más populares de Renania del Norte-Westfalia.
La mayoría de los turistas son nacionales, procedentes de Alemania. Los viajeros internacionales llegan desde el Reino Unido, los Países Bajos, Austria y Suiza.

## Transporte
El aeropuerto de Dortmund se encuentra a 13 km al este del centro, muy próximo a la ciudad de Holzwickede. Próximo a Dortmund también está el aeropuerto internacional de Düsseldorf, tercero de Alemania por número de pasajeros solo por detrás de los de Múnich y Fráncfort del Meno. Desde el año 2000 el aeropuerto de Dortmund ha ido experimentando un incremento del tráfico aéreo gracias a las compañías de bajo coste.

### Transporte urbano
La principal arteria de transporte público en Dortmund es una red extensa de autobuses y una red de Stadtbahn (metro ligero con 20,5 km en túneles y 27 estaciones subterráneas) e incluso tranvías.

### Tren rápido

Red del S-Bahn Rin-Ruhr.

El S-Bahn Rin-Ruhr es un tren rápido que cubre la macrorregión metropilitana alemana del Rin-Ruhr. Desde las ciudades de Bonn y Colonia, hasta la ciudad de Dortmund.

## Cultura
La ciudad tiene una larga tradición en la música y el teatro. La orquesta fue fundada en 1887 y ahora se llama Dortmunder Philharmoniker. La primera casa de ópera fue construida en 1904, destruida en la Segunda Guerra Mundial y se abrió de nuevo en 1966 como Opernhaus Dortmund. Es operada por el teatro Dortmund junto con otros lugares, incluyendo (desde 2002), el Konzerthaus de Dortmund. El Dortmund U-Tower, que una vez fue una fábrica de cerveza, es ahora el centro de las industrias creativas y el Ostwall Museum am. La ciudad toma su nombre de la cerveza Dortmunder estilo y es la sede de la fábrica de cerveza Dortmunder actio.

## Administración
Dortmund está estructurado en doce distritos municipales:
- Centro urbano-occidental
- Centro urbano-oriental
- Centro urbano-norte
- Eving
- Scharnhorst
- Brackel
- Aplerbeck
- Hörde
- Hombruch
- Lütgendortmund
- Huckarde
- Mengede

## Deportes

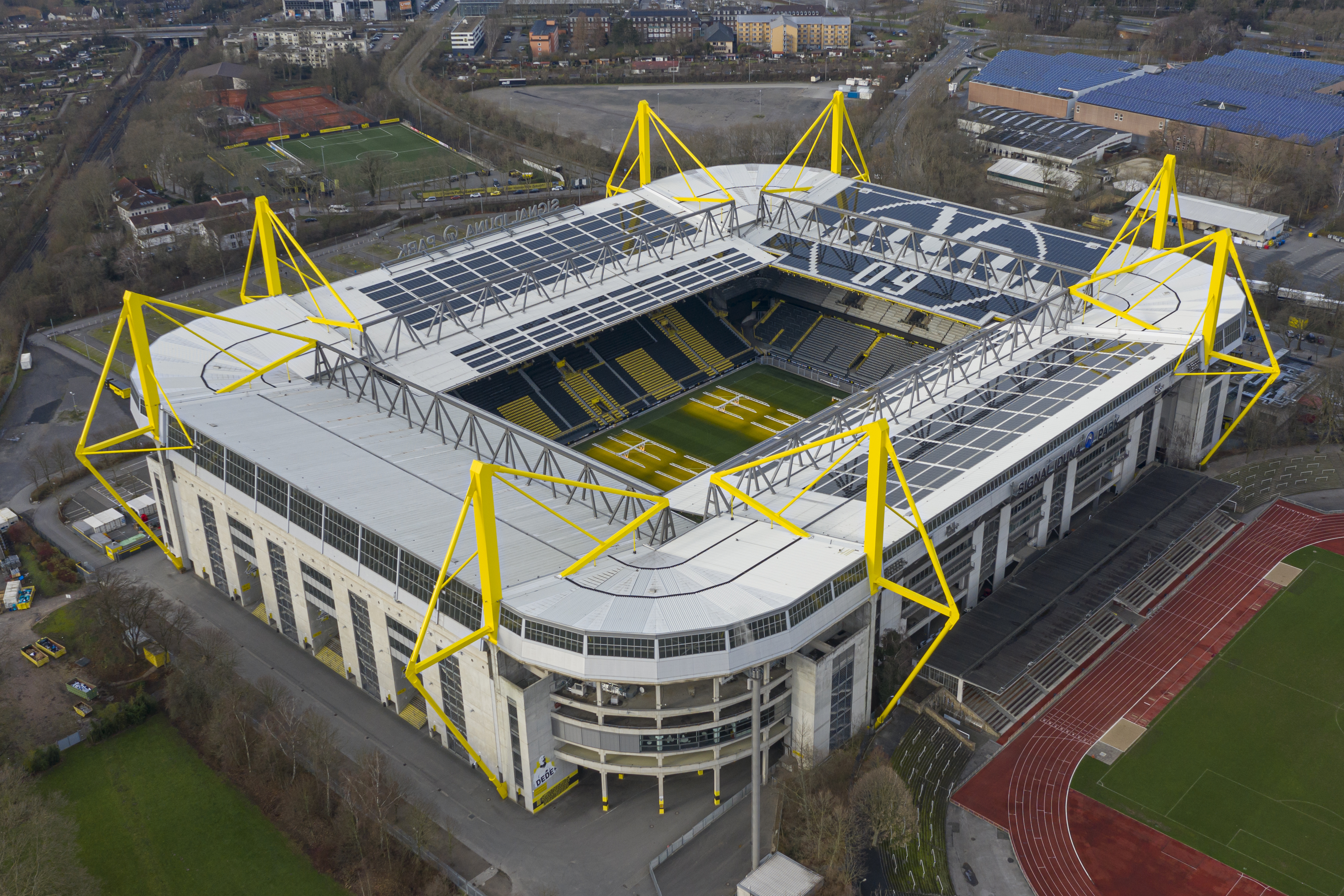
El Signal Iduna Park, el estadio de Borussia Dortmund es un símbolo de la ciudad.

Borussia Dortmund es el club de fútbol de la ciudad. Compite en la Bundesliga, la primera división del fútbol nacional. Disputa sus encuentros de local en el Estadio Signal Iduna Park, que posee un aforo superior a 81 000 espectadores.

## Ciudades hermanadas
Dortmund está hermanado con:
- Zwickau (Alemania)
- Amiens (Francia, desde 1960)[13]
- Leeds (Reino Unido, desde 1969)[13][14]
- Rostov del Don (Rusia, desde 1973)[13]
- Buffalo (Estados Unidos, desde 1977)[13]
- Netanya (Israel, desde 1981)[13][15]
- Novi Sad (Serbia, desde 1982)[13]
- Xi'an (China, desde 1992)[13]
- Trabzon (Turquía, desde 2013)